# El club (programa de televisión de España)
El club fue un magazine de televisión producido por Televisió de Catalunya y la productora catalana Dies Tontos SL y emitido en Cataluña por el canal autonómico catalán TV3. El programa fue emitido por primera vez el 13 de septiembre de 2004. El Club estaba presentado por Albert Om, y contaba con una larga lista de colaboradores de entre los cuales destacamos los habituales del programa: Cristina Puig, Eloi Vila y Màbel Martí.

## Formato
Se trataban temas de actualidad, entrevistas, tertulias, debates y secciones de cultura. Entre los tertulianos y colaboradores que pasaron por el club se encuentra Carles Capdevila, Miqui Puig, Teatre de Guerrilla, Antoni Basses, Màrius Carol, Santi Carulla o Dani Jiménez entre otros.

## Historia

### Quinta temporada
El lunes 15 de septiembre de 2008 Albert Om se puso de nuevo al frente del programa acompañado de Cristina Puig, que presentó "El club estiu", Eloi Vila y Màbel Martí. En la quinta temporada se incorporaron dos caras de "El club estiu", Xantal Llavina y Jordi Gràcia. El programa se presentó con nuevo decorado, nueva imagen gráfica, nuevas secciones y nuevos colaboradores, como el actor Joan Pera y los cocineros Sergi Arola y Nando Jubany.

### Final del programa
El programa se despidió definitivamente de la parrilla televisiva el junio del 2009 en una gala muy emotiva.